# 圣莫里斯区
圣莫里斯区（法语：District de Saint-Maurice）是瑞士西南部瓦莱州的一个区，人口14,102（2020-12-31）。

## 市镇
圣莫里斯区包括以下市镇：
| 市镇     | 人口 (2020-12-31) | 面积 km² |
| -------- | ----------------- | -------- |
| 科隆日   | 832               | 12.21    |
| 多雷納   | 1,040             | 12.57    |
| 埃維奧納 | 1,345             | 47.99    |
| 芬豪特   | 381               | 22.86    |
| 馬松日   | 1,923             | 6.63     |
| 薩爾旺   | 1,442             | 53.54    |
| 圣莫里斯 | 4,518             | 7.18     |
| 韋爾納亞 | 1,847             | 5.6      |
| 韋羅薩   | 774               | 14.28    |
| 总计     | 14,102            | 190.62   |

## 人口
圣莫里斯区人口(截至2020-12年) of 14,102. 大部分人 (截至2000年) 的第一语言是法语 (9,391人，90.1%)，其次是意大利语（232人，2.2%），第三是德语（206人，2.0%），只有2人说 罗曼什语。
历史上的人口数据如下：

## 宗教
2000年，8,264人（79.3%）属于罗马天主教, 817人（7.8%）属于归正会，74人（0.71%）属于东正教，7人（0.07% ）属于舊天主教會,153人（1.47%）属于其他基督教会。7人（0.07%）属于犹太教,377人（3.62%）属于伊斯兰教，7人属于佛教, 1人属于印度教，10人属于其他宗教，441人(4.23%）属于不可知论或无神论，336人（3.22%）没有回答。